# Лудонка (приток Кухвы)
Лудонка — река в России и Латвии, протекает по Пыталовскому району Псковской области. Устье реки находится в 44 км от устья Кухвы по левому берегу. Длина реки — 23 км.
По берегам реки в России стоят деревни Линовской волости (бывшие деревни Носовской волости) Дембово, Новая Лудонка, Горки, Хворостово

## Данные водного реестра
По данным государственного водного реестра России относится к Балтийскому бассейновому округу, водохозяйственный участок реки — Великая. Относится к речному бассейну реки Нарва (российская часть бассейна).
Код объекта в государственном водном реестре — 01030000212102000028839.